# Nyctibora neoglabra
Nyctibora neoglabra es una especie de cucaracha del género Nyctibora, familia Ectobiidae. Fue descrita científicamente por Rocha e Silva & Aguiar en 1978.
Habita en Brasil.